# Keuka Park
Keuka Park est une census-designated place du comté de Yates, dans l'État de New York, aux États-Unis,. En 2020, elle compte une population de 1 130 habitants.